# 대한민국 형법 제155조
대한민국 형법 제155조는 증거인멸 등과 친족간의 특례에 대한 형법각칙의 조문이다.

## 조문
제155조(증거인멸 등과 친족간의 특례) ① 타인의 형사사건 또는 징계사건에 관한 증거를 인멸, 은닉, 위조 또는 변조하거나 위조 또는 변조한 증거를 사용한 자는 5년 이하의 징역 또는 700만원 이하의 벌금에 처한다. 

②타인의 형사사건 또는 징계사건에 관한 증인을 은닉 또는 도피하게 한 자도 제1항의 형과 같다. 

③ 피고인, 피의자 또는 징계혐의자를 모해할 목적으로 전 2항의 죄를 범한 자는 10년 이하의 징역에 처한다.

④친족 또는 동거의 가족이 본인을 위하여 본조의 죄를 범한 때에는 처벌하지 아니한다.

第155條(證據湮滅等과 親族間의 特例) ①他人의 刑事事件 또는 懲戒事件에 關한 證據를 湮滅, 隱匿, 僞造 또는 變造하거나 僞造 또는 變造한 證據를 使用한 者는 5年 以下의 懲役 또는 700萬원 以下의 罰金에 處한다.

②他人의 刑事事件 또는 懲戒事件에 關한 證人을 隱匿 또는 逃避하게 한 者도 第1項의 刑과 같다.

③被告人, 被疑者 또는 懲戒嫌疑者를 謀害할 目的으로 前2項의 罪를 犯한 者는 10年 以下의 懲役에 處한다.

④親族 또는 同居의 家族이 本人을 爲하여 本條의 罪를 犯한 때에는 處罰하지 아니한다.

## 사례
- 살인범죄인인 甲이 어머니 乙에게 범행에 사용한 권총과 칼을 버리도록 부탁하자 어머니는 이를 승낙하고 강물에 버린 경우 친족 간의 특례규정에 의해 어머니는 처벌받지 않는다.
- 어느 날 횡령험의로 경찰서에서 구속수시 받고 있던 甲은 자신의 처 乙에게 횡령관련 서류를 감추라고 하면서, 동시에 같은 회사에 다니는 丙이 횡령의 진범이라는 내용으로 익명의 투서를 검찰청에 보내도록 하였다. 이에 乙은 남편의 지시대로 하였다. 이 경우 乙은 증거인멸 행위를 하였지만 친족 간의 범행에 관한 특칙으로 인하여 처벌받지 않는다[1]

## 판례

### '증거' 및 '위조'의 의미
- 증거위조죄에서 ‘증거’라 함은 타인의 형사사건 또는 징계사건에 관하여 수사기관이나 법원 또는 징계기관이 국가의 형벌권 또는 징계권의 유무를 확인하는 데 관계있다고 인정되는 일체의 자료를 의미하고, 타인에게 유리한 것이건 불리한 것이건 가리지 아니하며 또 증거가치의 유무 및 정도를 불문하는 것이고, 여기서의 ‘위조’란 문서에 관한 죄에 있어서의 위조 개념과는 달리 새로운 증거의 창조를 의미하는 것이므로 존재하지 아니한 증거를 이전부터 존재하고 있는 것처럼 작출하는 행위도 증거위조에 해당하며, 증거가 문서의 형식을 갖는 경우 증거위조죄에 있어서의 증거에 해당하는지 여부가 그 작성권한의 유무나 내용의 진실성에 좌우되는 것은 아니다[2].

### 허위 증언 교사는 증거위조가 아님
- 형법 제155조 제1항에서 타인의 형사사건에 관하여 증거를 위조한다 함은 증거 자체를 위조함을 말하는 것으로서, 선서무능력자로서 범죄 현장을 목격하지도 못한 사람으로 하여금 형사법정에서 범죄 현장을 목격한 양 허위의 증언을 하도록 하는 것은 위 조항이 규정하는 증거위조죄를 구성하지 아니한다[3].

### '타인의 형사사건 또는 징계사건'의 의미와 범위
형법 제155조 제1항의 증거위조죄에서 타인의 형사사건이란 증거위조 행위시에 아직 수사절차가 개시되기 전이라도 장차 형사사건이 될 수 있는 것까지 포함하고, 그 형사사건이 기소되지 아니하거나 무죄가 선고되더라도 증거위조죄의 성립에 영향이 없다. 여기에서의 ‘위조’란 문서에 관한 죄에 있어서의 위조 개념과는 달리 새로운 증거의 창조를 의미하는 것이므로 존재하지 아니한 증거를 이전부터 존재하고 있는 것처럼 작출하는 행위도 증거위조에 해당하며, 증거가 문서의 형식을 갖는 경우 증거위조죄에 있어서의 증거에 해당하는지 여부가 그 작성권한의 유무나 내용의 진실성에 좌우되는 것은 아니다. 또한 자기의 형사사건에 관한 증거를 위조하기 위하여 타인을 교사하여 죄를 범하게 한 자에 대하여는 증거위조교사죄가 성립한다.

### 자기사건의 증거인멸 교사 성립여부
본법 제155조 제1항의 증거인멸죄는 국가형벌권의 행사를 저해하는 일체의 행위를 처벌의 대상으로 하고 있으나 범인 자신이 한 증거인멸의 행위는 피고인의 형사소송에 있어서의 방어권을 인정하는 취지와 상충하므로 처벌의 대상이 되지 아니한다. 그러나 타인이 타인의 형사사건에 관한 증거를 그 이익을 위하여 인멸하는 행위를 하면 본법 제155조 제1항의 증거인멸죄가 성립되므로 자기의 형사사건에 관한 증거를 인멸하기 위하여 타인을 교사하여 죄를 범하게 한 자에 대하여도 교사범의 죄책을 부담케 함이 상당할 것이다.

### '친족'의 의미
사실혼관계에 있는 자는 민법 소정의 친족이 아니므로 형법 제155조의 친족이 아니다

### '징계사건'의 의미
국가의 징계사건에 한정되고 사인간의 징계사건은 포함되지 않는다

### 모해증거위조죄에서 피의자의 의미
- 형법 제155조 제1항은 “타인의 형사사건 또는 징계사건에 관한 증거를 인멸, 은닉, 위조 또는 변조하거나 위조 또는 변조한 증거를 사용한 자는 5년 이하의 징역 또는 700만 원 이하의 벌금에 처한다”고 하고, 그 제3항은 “피고인, 피의자 또는 징계혐의자를 모해할 목적으로 제1항의 죄를 범한 자는 10년 이하의 징역에 처한다”고 규정하고 있는바, 그 문언 내용 및 입법 목적과 형벌법규 엄격해석의 원칙 등에 비추어 보면 형법 제155조 제3항에서 말하는 ‘피의자’라고 하기 위해서는 수사기관에 의하여 범죄의 인지 등으로 수사가 개시되어 있을 것을 필요로 하고, 그 이전의 단계에서는 장차 형사입건될 가능성이 크다고 하더라도 그러한 사정만으로 ‘피의자’에 해당한다고 볼 수는 없다.[8]

### 사실혼의 경우 부정
- 사실혼관계에 있는 자가 범인 본인을 위하여 증거를 인멸한 경우, 친족간의 특례(｢형법｣ 제155조 제4항)가 적용되지 않아 증거인멸죄로 처벌된다.[9]

## = 교사철회 의사표시와 책임
- 교사범이 피교사자에게 자신의 교사행위를 철회한다는 명시적인 의사표시를 하는 것만으로는 교사의 책임이 면제되지 않는다.[10]

## 참고 문헌
- 김재윤, 손동권, 『새로운 형법각론』, 율곡출판사, 2013. ISBN 978-89-974283-4-2

## 같이 보기
- 증거인멸죄
- 친족상도례
- 범인도피죄